# Fatoumata Kébé

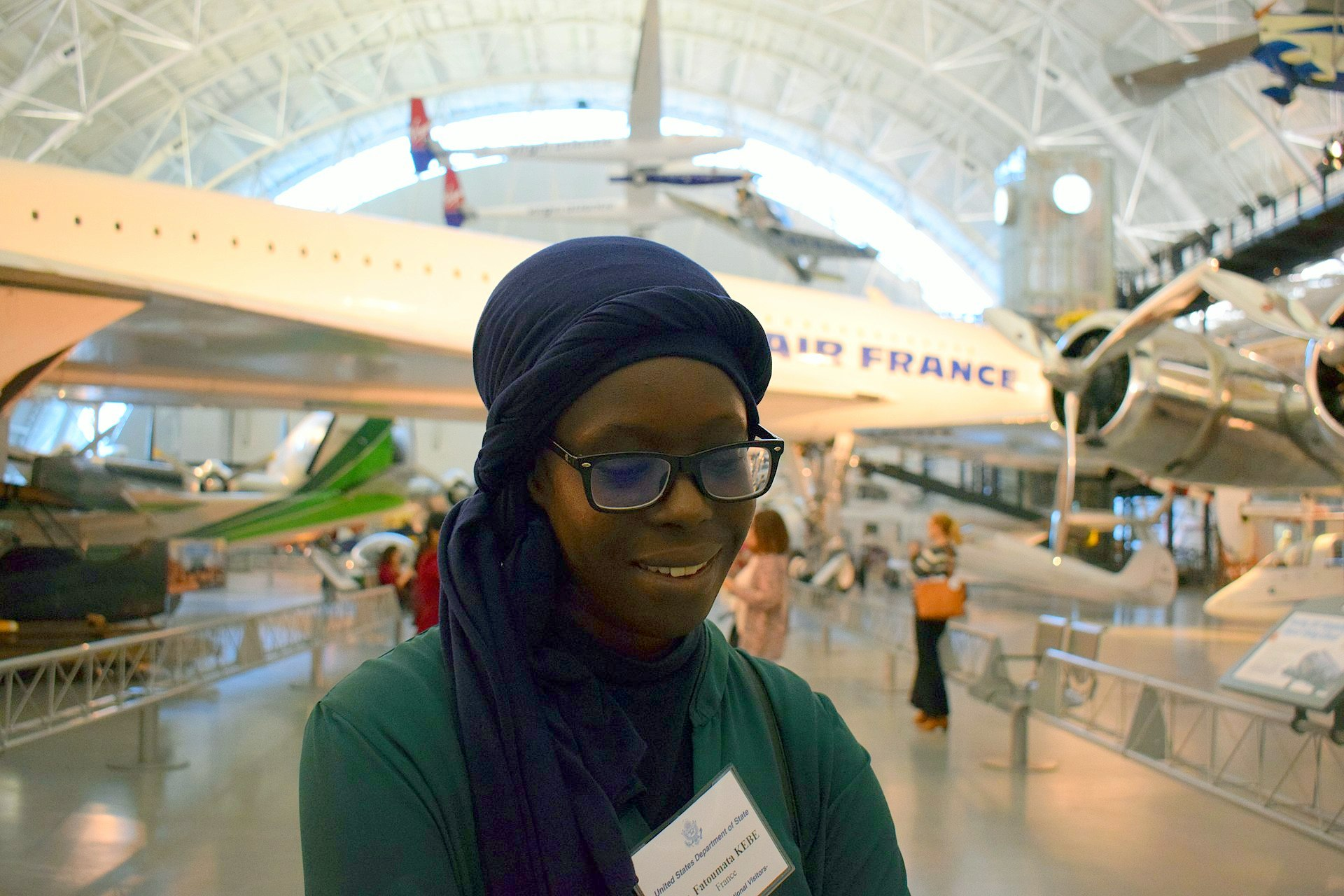
Fatoumata Kébé (2017)

Fatoumata Kébé (* 26. Juni 1985 in Montreuil) ist eine französische Astrophysikerin. Sie ist auf Weltraumschrott spezialisiert.

## Leben
Kébés Eltern, ein Gabelstaplerfahrer und eine Reinigungskraft, stammen aus der Region Kayes in Mali. Sie wuchs in Noisy-le-Sec auf. Nachdem sie im Alter von acht Jahren eine Enzyklopädie ihres Vaters über Astronomie entdeckte, begann sie sich für den Weltraum zu interessieren und absolvierte später ein naturwissenschaftliches Abitur (baccalauréat scientifique).
An der Pierre-et-Marie-Curie-Universität erwarb sie einen Abschluss im Maschineningenieurswesen sowie ihren Master in Strömungsmechanik. Ihr letztes Studienjahr verbrachte sie an der Universität Tokio mit dem Studium der Raumfahrttechnik. Anschließend machte sie am Institut für Himmelsmechanik und Ephemeridenberechnung (Institut de mécanique céleste et de calcul des éphémérides) der Pierre-et-Marie-Curie-Universität ihren Doktor in Astronomie und verteidigte im Dezember 2016 ihre Dissertation mit dem Titel L’influence des incréments de vitesse impulsionnels sur les trajectoires de débris spatiaux (Der Einfluss von impulsartigen Geschwindigkeitsinkrementen auf die Flugbahnen von Weltraumschrott). Ihr besonderes Interesse gilt dem Weltraumschrott aus der Eroberung des Weltraums.

## Soziales Engagement
Im Jahr 2015 war sie eines der Gesichter der Ausstellung Space Girls Space Women im Musée des arts et métiers über Frauen in der Raumfahrt. Sie ist Leiterin des Vereins Éphémérides, der Workshops über Astronomie in Arbeitervierteln organisiert. Sie ist außerdem Mitglied zweier Vereine, die sich für die Karrieren von Frauen in der Astronomie einsetzen: Femmes et Sciences und Women in Aerospace.
Gemeinsam mit Frauen aus Mali hat sie das unternehmerische Projekt Connected Eco ins Leben gerufen, um die Wassernutzung bei der Bewässerung zu optimieren. Das Projekt hat den Young Innovators Award der Internationalen Fernmeldeunion (ITU) gewonnen. Fatoumata Kébé wurde von der Zeitschrift Vanity Fair zu den 50 einflussreichsten Franzosen der Welt 2018 gezählt. Im November 2021 wurde sie zum Ritter des nationalen Verdienstordens (Chevalier de l’ordre nationale de Mérite) ernannt.

## Werke
Romane
- La Lune est un roman, Slatkine (2019)[15]
- Lettres à la Lune, Slatkine (2020)[16]

## Auszeichnungen
- Chevalier de l’ordre national du Mérite (per Dekret vom 24. November 2021)[14]